# Bild einer gekreuzigten Frau unserer Zeit
Das Gemälde Bild einer gekreuzigten Frau unserer Zeit (mitunter auch Die Gekreuzigte genannt) ist ein Werk des Schweizer Künstlers Kurt Fahrner (1932–1977) aus dem Jahr 1959. Das Bild wurde in Mischtechnik auf Faserplatte gemalt.

## Bildinhalt
Das Gemälde zeigt eine an ein Kreuz gebundene, nackte blonde Frau mit gespreizten Beinen, deren Vulva deutlich zu sehen ist. Über dem Kopf, auf der Längsachse des Kreuzes, stehen die Buchstaben „IMP“, die an die Inschrift INRI auf christlichen Kreuzigungsdarstellungen erinnert.

## Kontroverse
Da Kurt Fahrner keinen Galeristen für sein Werk fand, präsentierte er das Gemälde am Abend des 29. April 1959 öffentlich auf dem Barfüsserplatz in Basel. Die Aktion wurde zunächst kaum beachtet. Erst eine Wiederholung nach Kino- und Theaterschluss lockte zahlreiche Passanten an. Die Polizei griff ein und konfiszierte das Bild. In der Folge wurde Fahrner verhaftet. In mehreren Prozessen gegen Fahrner wurde über die „Störung des Glaubens- und Kultusfreiheit“ verhandelt und Fahrner schließlich zu drei Tagen Gefängnis auf Bewährung und 100 Schweizer Franken Geldbuße verurteilt. Das Bild blieb konfisziert und wurde erst 1980, drei Jahre nach dem Tod Fahrners, an die Familie zurückgegeben.
In ihrer Begründung führten die Richter 1960 an, dass „solche ans Unzüchtige grenzende Darstellung, mit dem Erlösungstod Christi in Parallele gesetzt [...], verletzt in gemeinster Weise die religiöse Überzeugung anderer.“